# لی مریت

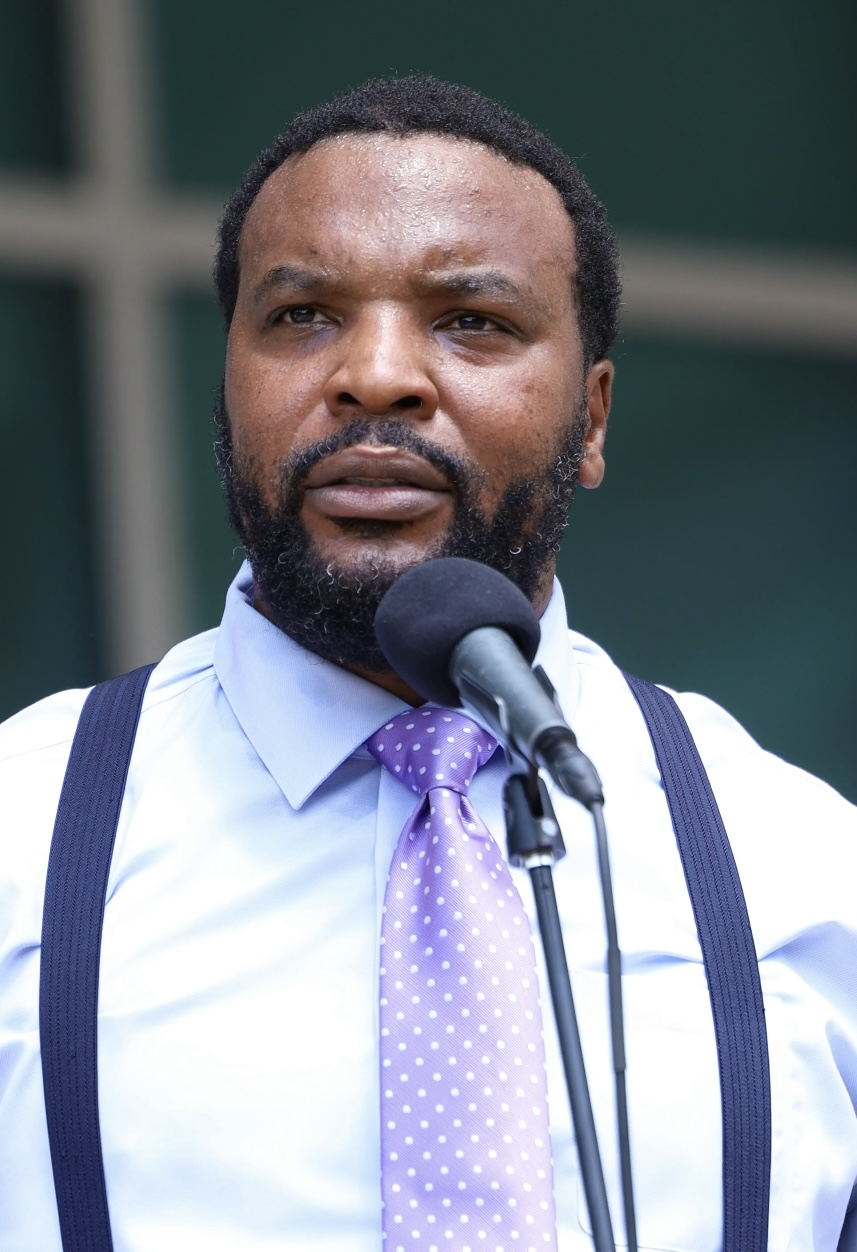
لی مریت، فعال حقوق مدنی اهل آمریکا - 2024

اس. لی مریت، اسکی، (بانام اصلی استیسی سیلوستر لی مریت)، وکیل و فعال حقوق مدنی اهل آمریکا است. او بیشتر به دلیل فعالیت‌هایش در زمینهٔ عدالت نژادی شناخته می‌شود.

## حرفه
پس از فارغ‌التحصیلی از کالج مورهاوس، مریت از طریق برنامه آموزش برای آمریکا در کمدن، نیوجرسی تدریس کرد. پس از فارغ‌التحصیلی از دانشگاه تمپل، مریت کار خود را در Cochran Firm Philadelphia و McEldrew Young آغاز کرد. مریت مؤسسه حقوقی مریت را تأسیس کرد، که نمایانگر قربانیان خشونت پلیس، فساد رسمی، تبعیض شرکت‌ها و جرایم مبتنی بر نفرت است. مستقر در فیلادلفیا، این شرکت پرونده‌های حقوق مدنی را در سراسر کشور به عهده دارد.

## اوایل زندگی و یادگیری
مریت در جنوب لس آنجلس متولد شد و در کودکی به شمال فلوریدا نقل مکان کرد. مریت از کالج مورهاوس در آتلانتا، جورجیا فارغ‌التحصیل شد و در دانشکده حقوق جیمز بیسلی از دانشگاه تمپل تحصیل کرد و در سال ۲۰۱۲ فارغ‌التحصیل شد. مریت هنگام حضور در تمپل، در برنامه حمایت از محاکمه شرکت کرد.

## فعالیت
در سال ۲۰۱۷، مریت در اجلاس چهل و یکمین کنفرانس سالیانه کمیسیون ملی قانونگذاری قانونگذاران ایالتی در یک صفحه شورای شهر برای بحث در مورد حبس جمعی حضور یافت. مریت در هیئت گفت: "حبس دسته جمعی مشکلی است که باید رفع شود در غیر این صورت ما به دلیل بی عملی بخشی از مشکل می شویم. در پی قتل احمد آربری و جورج فلوید در سال ۲۰۲۰، مریت در کنار مادر احمد آربری حضور در تلویزیون های مختلف داشت تا توجه خود را به موضوعات گسترده تبعیض‌های نژادی در پلیس و جامعه آمریکایی به طور گسترده جلب کند.